# Chow Hang-tung
Tonyee Chow Hang-tung (čínsky Zou Xingtong, znaky 鄒幸彤; * 24. ledna 1985) je hongkongská aktivistka, advokátka a politička. Během zásahu úřadů proti hongkongské Alianci na podporu vlasteneckých demokratických hnutí Číny, který začal v červnu 2021 a byl založen především na obviněních z porušení Zákona o národní bezpečnosti kvůli každoročním vigiliím Aliance na památku protestů a masakru na náměstí Nebeského klidu v roce 1989, se Chow Hang-tung dostala do centra pozornosti, neboť se jako viceprezidentka stala svolavatelem Aliance po dubnovém zatčení jejích vůdců Lee Cheuk-yana a Alberta Ho. V lednu 2022 byla odsouzena za podněcování a účast na nezákonném shromáždění u příležitosti vigilie v roce 2020 a za organizování vigilie v roce 2021 k celkem 22 měsícům vězení.

## Život a politická angažovanost
Tonyee Chow Hang-tung se narodila v Hongkongu a od roku 1996 studovala na Yinghua Girls' College. Pokračovala vysokoškolským studiem geofyziky na univerzitě v Cambridge, kde při přijímacím řízení měla hodnocení 5 A. Během studia si uvědomila, že ji skutečně zajímají otázky lidských práv, a proto přerušila doktorská studia a na Univerzitě v Manchesteru absolvovala postgraduální kurs práv a získala titul bakaláře práv. Odtud se vrátila do Hongkongu, kde vystudovala práva na Hongkongské univerzitě a získala postgraduální kvalifikaci pro práci advokáta. Jako advokátka v kanceláři Harcourt Chambers byla v roce 2016 povolána do hongkongské advokátní komory.
Chow Hang-tung působila jako místopředsedkyně Hongkongské aliance, která každoročně pořádá pochody a vigilie k připomenutí protestů na náměstí Nebeského klidu z roku 1989. U příležitosti 32. výročí protestů byla 4. června 2021 zatčena za propagaci nepovoleného shromáždění. Dostala se tím do centra pozornosti, protože Lee Cheuk-yan i Albert Ho z Aliance byli ve vězení a Chow Hang-tung se stala novou svolavatelkou. Před svým zatčením vyzvala obyvatele Hongkongu, aby "rozsvítili světla na telefonu nebo svíčku, ať už jsou kdekoli".
Deník The Scotsman považoval její zatčení za příklad "potlačování disentu v Hongkongu čínskou vládou". 5. června byla propuštěna na kauci, ale 30. června byla znovu zatčena. Dne 2. července se dostavila k soudu, který její případ odročil na 30. července a zároveň jí odmítl udělit kauci. 9. a 23. července, poté, co jí byla kauce dvakrát zamítnuta, byla 5. srpna propuštěna pod podmínkou složení peněžní kauce a jistoty ve výši 50 000 hongkongských dolarů (6 400 Kč), odevzdání všech cestovních dokladů a předložení prohlášení, že není držitelkou Britského pasu (BNO). Její případ byl naplánován na 5. října.
Chow Hang-tung byla znovu zatčena 8. září poté, co jménem Aliance odmítla požadavek policie na předání informací týkajících se obvinění, že je "agentem cizích sil". Pro BBC prohlásila, že je připravena na to, že bude zatčena a uvězněna, ale obrana lidských práv musí pokračovat, navzdory Zákonu o národní bezpečnosti. Ve stejnou dobu byli zatčeni tři další členové Aliance a následující den čtvrtý. 9. září také policie zmrazila majetek Aliance v hodnotě 2 milionů hongkongských dolarů a obvinila Chow Hang-tung kvůli zakázané vigilii 2020 spolu s Albertem Ho, Martinem Lee a samotnou Aliancí z "podněcování k podvratné činnosti", což je podle zákona o národní bezpečnosti kvalifikováno jako trestný čin.
10. září soud zamítl její žádost o propuštění na kauci kvůli posledně jmenovanému obvinění a 13. prosince byla odsouzena k 12 měsícům vězení. 4. ledna 2022 byla uvězněna na dalších 15 měsíců kvůli zakázané vigilii roku 2021. Soudce nařídil, aby 10 měsíců z tohoto trestu bylo vykonáno spolu s prosincovým rozsudkem, což znamená, že Chow měla ve vězení strávit celkem 22 měsíců. Soudce nepřijal argumentaci Chow Hang-tung, která se hájila tím, že chtěla "podněcovat ostatní, aby nezapomněli na 4. červen", nikoliv povzbuzovat ke shromáždění, což soudce odmítl jako "prostě neuvěřitelné". Chow Hang-tung, která svou vinu nepřiznala, četla během slyšení o zmírnění viny z pamětí rodin lidí zabitých na náměstí Nebeského klidu a po vynesení rozsudku prohlásila: ""Lze předpokládat, že veřejný prostor pro diskusi o 4. červnu zcela zmizí." "Tyranie je nenasytná, červené linie se budou stále rozšiřovat."

### Prohlášení organizací chránících lidská práva
Mezinárodní federace ochránců lidských práv, která je partnerem FIDH a Světové organizace proti mučení (OMCT), vydala 2. července 2021 obsáhlé prohlášení ke svévolnému zadržení a soudnímu pronásledování Tonyee Chow Hang Tung, právničky, obhájkyně pracovních práv, prodemokratické aktivistky a místopředsedkyně Hongkongské aliance na podporu vlasteneckých demokratických hnutí Číny v souvislosti s organizací pokojných vzpomínkových demonstrací. Žádá v něm okamžité a bezpodmínečné propuštění Tonyee Chow Hang Tung a všech ostatních obránců lidských práv svévolně zadržovaných v Hongkongu.
Rada OSN pro lidská práva vydala 12. října 2021 prohlášení, v němž uvedla, že čtyři její odborníci na lidská práva (Fionnuala Ní Aoláin, Clément Nyaletsossi Voule, Irene Khan a Mary Lawlor) předložili čínské centrální vládě podrobnou analýzu týkající se zákona o národní bezpečnosti. Ve své kritice zákona, který podle prohlášení vykazuje "zásadní nesoulad s mezinárodním právem a se závazky Číny v oblasti lidských práv", konkrétně vyjádřili hluboké znepokojení nad zatčením Chow Hang-tung a nad jejím právem na svobodný proces vzhledem k tomu, že jí byla dvakrát odepřena kauce.

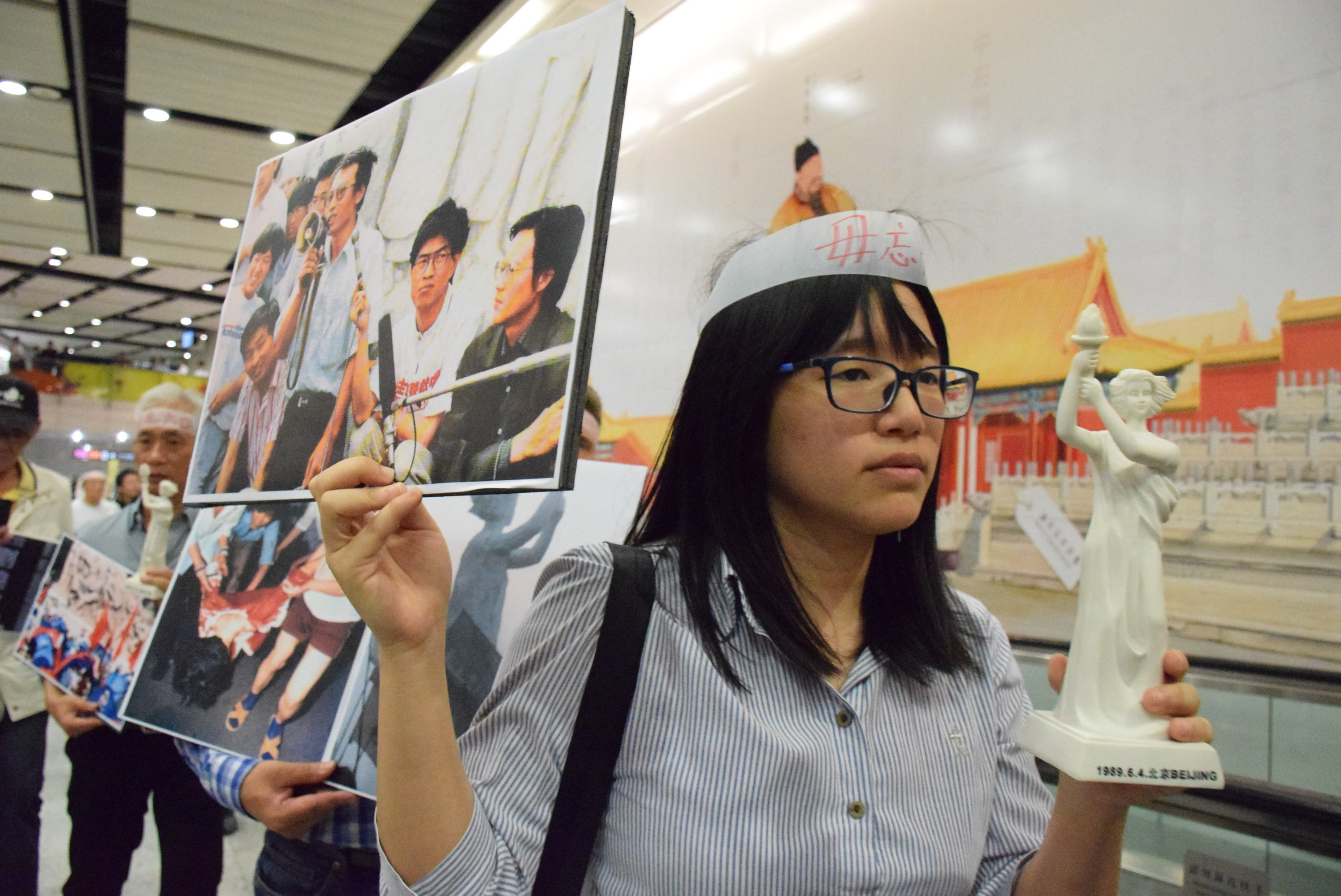
Tonyee Chow Hang-tung (2017)
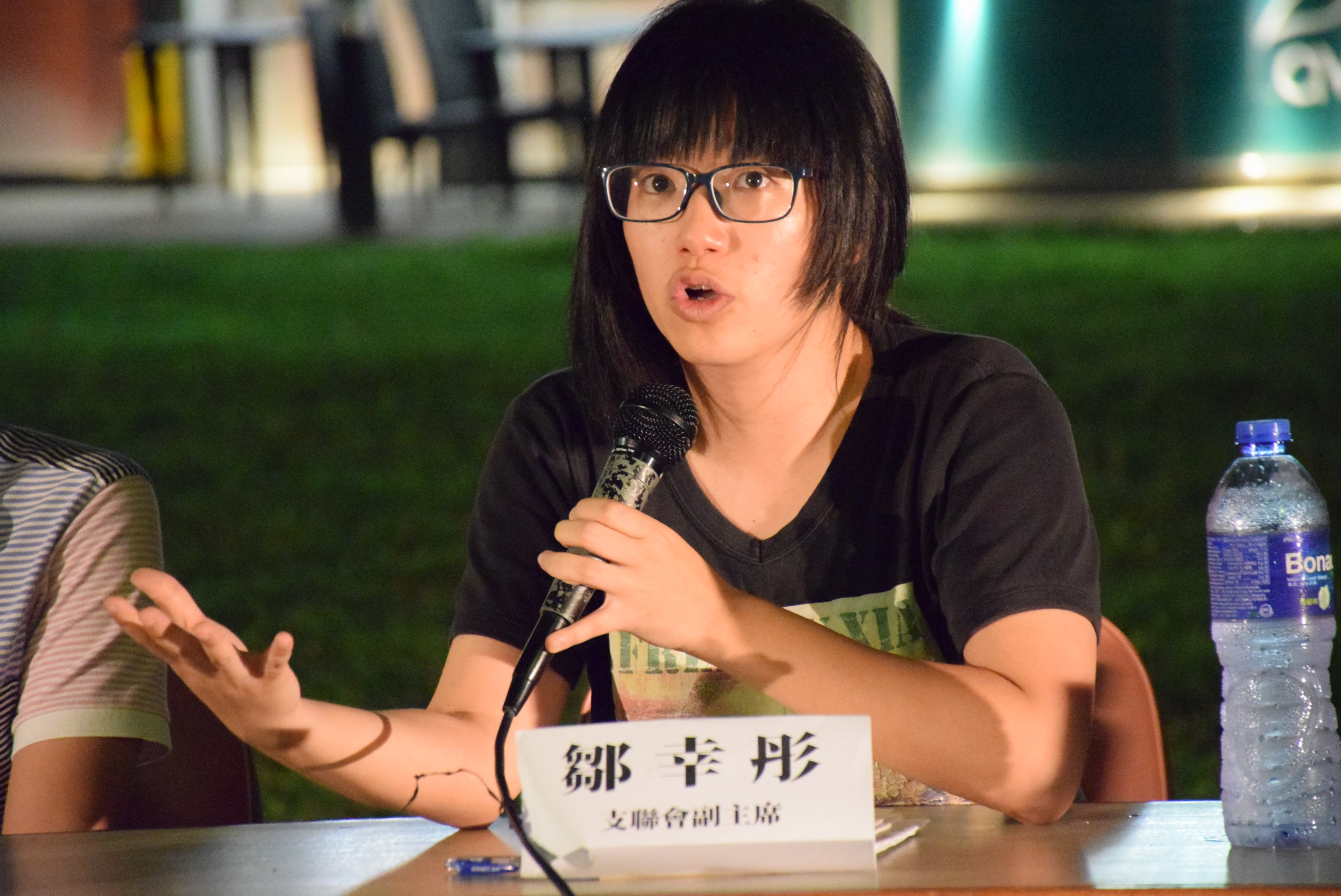
Tonyee Chow Hang-tung (2021)